# Carlo van Putten

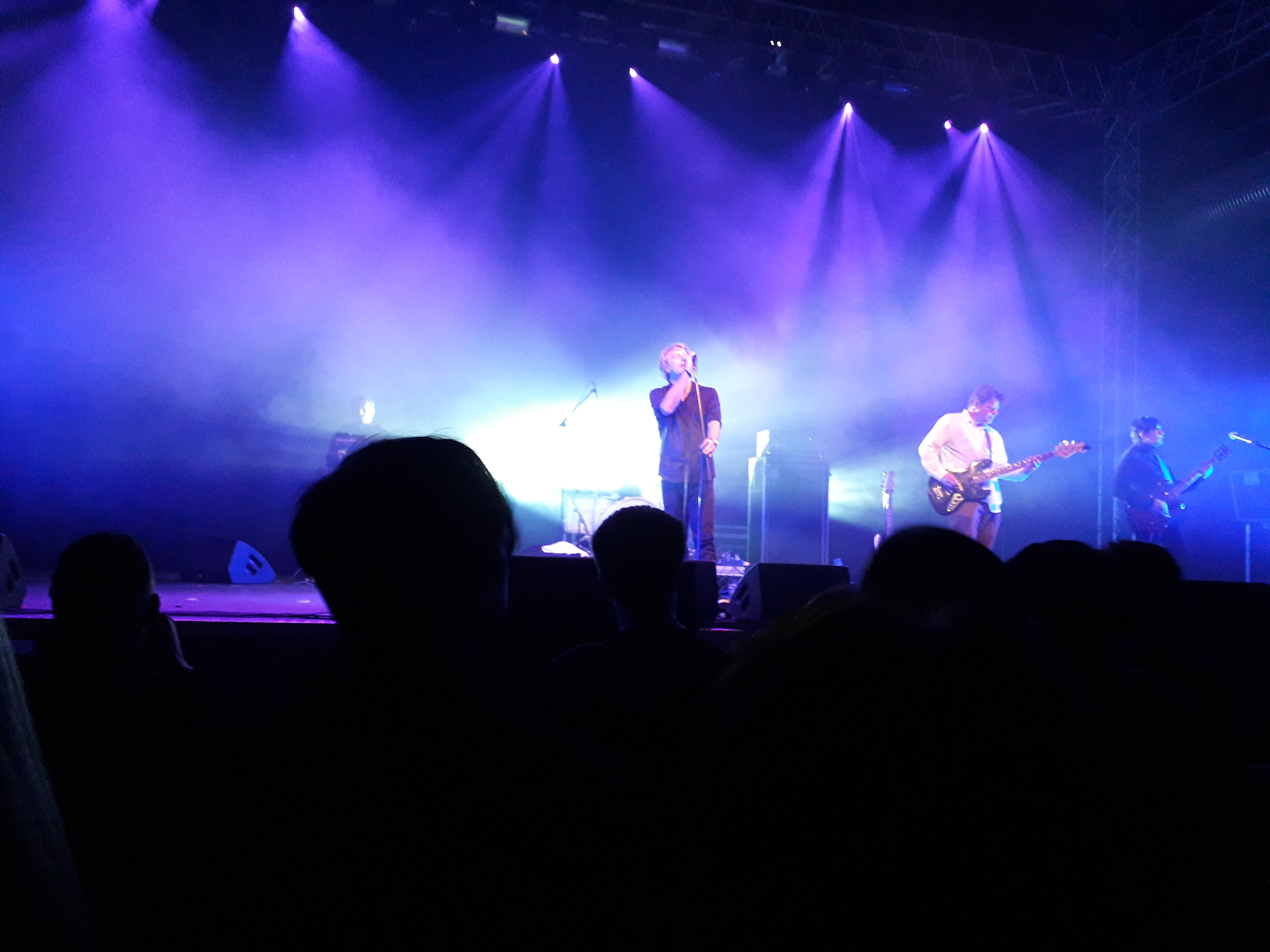
18. Mai 2019: Turbinenhalle Oberhausen: New Waves Day, In2TheSound

Carlo van Putten (* 16. Mai 1962 in Amsterdam, Niederlande) ist ein niederländischer Songwriter und Sänger und war Mitgründer von The Convent, White Rose Transmission, Dead Guitars und In2TheSound.

## Leben

### Frühe Jahre
Da der Vater Angehöriger der Niederländischen Armee war, kam die Familie 1975 nach Zeven in Norddeutschland, wo sich im benachbarten Seedorf von 1963 bis 2006 eine niederländische Garnison mit entsprechender ergänzender Infrastruktur befunden hatte. Carlo van Putten besuchte bis 1976 die niederländische Prins Willem Alexander School und als sich seine Eltern scheiden ließen, folgte Carlo seiner Mutter nach Utrecht. 1979 kehrte er zu seinem Vater nach Zeven zurück, da seine Mutter verstorben war.
Er war bis 1982 Schüler im Beruflichen Bildungszentrum Kivinan in Zeven; später besuchte er von 1989 bis 1993 Wernickes Privat-Handelsschule (Wirtschaftsschule) in Bremen.
1981 wurde er Mitglied der Punkband Fleischextrakt, die auf Englisch und Deutsch sangen und 1983 bei The Invisible Reality einer elektronischen Wave-Band. Joachim „Jojo“ Brandt und van Putten kennen sich seit 1981; dessen Vater hatte van Putten 1984 für Blackout als Sänger angeheuert, die in Richtung Progressive Rock tendierten.

### The Convent
1985 gründete er die Band The Convent, die bis heute besteht und deren einzig verbliebenes Gründungsmitglied er ist. Die Band veröffentlichte 1987 und 1989 zwei Singles; die Zweite wurde von der Band zunächst selber vermarktet und auf diese Weise entstand Red Sunshine Records (später Red Sun Records) mit Postfach in Zeven; ab 1988 in Hambergen da van Putten nach Vollersode gezogen war.
Neben van Putten hat sich Jojo Brandt als Songwriter der Band etabliert, welcher 1991 van Putten in die Band gefolgt war. Die aktuelle Besetzung besteht des Weiteren aus Carsten Lienke (Bass), Stefan Bornhorst (Keyboard) und Roland Kaufmann (Schlagzeug), mit denen van Putten oft auch in anderen Projekten zusammenarbeitet.
Eine intensive Beziehung besteht zu Mark Burgess (The Chameleons). Er hat Teile des ersten Albums von 1993 (Counting the Stars) und das komplette zweite Album von 1994 (Tales from the Frozen Forest) produziert und die Zusammenarbeit und der Einfluss zieht sich auch über die nachfolgenden Alben der Band.
Im Zusammenhang mit der eigenen Tour 2002 war die Band auch Supporter der Chameleons auf deren Tour; der letzte Auftritt fand im Oktober 2002 in Bochum statt. Das Jahr wurde zur Zäsur für The Convent, die sich nicht auflösten, aber deren Mitglieder anderen Projekten nachgingen und erst seit 2016 wieder vermehrt öffentlich auftraten.
Der Kontakt zu Mike Burgess ist nicht abgerissen; Carlo van Puten war am 30. Januar 2011 Gastsänger der Chameleon Vox auf dem Chameleons Vox @ Winterborn II Festival im Baroeg in Rotterdam.

### The Electric Family
2003 war van Putten an dem Projekt The Electric Family von Tom „The Perc“ Redecker beteiligt. Hier traf er auch wieder auf das Ex-Convent-Mitglied Ben Schadow, der nun bei Bernd Begemann & Die Befreiung war. Auf der Platte Ice Cream Phoenix wirkten neben ihnen u. a. auch Rolf Kirschbaum (Pachinko Fake), Hermann Lammers-Meyer (Emsland Hillbillies), Ingo Yorck (alias Ingo Griese) und Rainer Kirchmann (beide vormals Pankow), Tex Morton (vormals Lolitas), Volker Kahrs (vormals Grobschnitt), Burghard Rausch (vormals Agitation Free, dann Bel Ami) und Ulla Meinecke mit.

### White Rose Transmission
1988 im Anschluss an seine Zeit mit The Sound startete Adrian Borland eine Solokarriere. 1994 plante The Convent das Stück Winning zu covern und fragte bei Borland an, woraus eine tiefe Verbindung entstand: Borland wurde quasi zum „Special Guest“ der Band und sang den Song gleich selber, auch im Zusammenspiel mit Carlo van Putten. Auch privat war Borland nun oft in Norddeutschland bei van Putten und durchstriff mit ihm auch das Bremer Viertel.

„...wie damals bei den Aufnahmen von „700 Miles of desert“ in Bremen. Adrian kippte Rotwein über meine Sitze als ich bremsen musste.“

Ab 1995 war Borland an der Entstehung der ersten beiden Alben des gemeinsamen Projekts White Rose Transmission beteiligt. Die zweite Platte 700 Miles of Desert von 1999 gilt damit auch als letztes fertiggestelltes Borland-Werk zu Lebzeiten. Das letzte Stück dieses Albums war der Namensgeber für ein Neues Projekt: Dead Guitars. 1997 hatte Borland außerdem sein Solo-Album 5:00 AM veröffentlicht und das Stück City Speed Carlo van Putten gewidmet.
Nach Borlands Tod hat van Putten White Rose Transmission mit unterschiedlicher Unterstützung weitergeführt; insbesondere ab 2015 ist er mit Mitgliedern der niederländischen Band Aestrid auf seine minimalistischen Touren gegangen.

„Beide [Thomas Marcin und Robert Smeekes] sind Gründungsmitglieder der Band Aestrid, meiner Lieblings-Indie Band aus Utrecht.“

### Dead Guitars
Carlo van Putten zog 2002 in die Niederlande und war im gleichen Jahr auch Mitgründer der Dead Guitars, die im Juni 2007 ihr Debütalbum veröffentlichten und im Frühjahr 2008 The Mission auf ihrer Europatournee als Support begleiteten.
Carlo von Putten kombiniert seine Projekte des Öfteren; am 28. März 2009 war es seine Ur-Band The Convent, die für die Dead Guitars im Tower (Bremen) die Vorgruppe gegeben hatte. Am 21. November 2009 spielten die Dead Guitars im Messajero (Mönchengladbach) und White Rose Transmission trat als Vorgruppe auf.

„Die Musiker aller Bands mögen und schätzen sich gegenseitig sehr und geben sich den nötigen Freiraum. Es entsteht keine Konkurrenz, denn bei jeder Band mache ich schließlich etwas anderes, ansonsten bräuchte ich auch keine drei Bands. Sie bedeuten mir alle sehr viel, sind ein wichtiger Teil meines Lebens und ich habe vieles mit Ihnen erlebt. Undenkbar ohne!“

Von etwa 2011 bis 2015 gingen die Dead Guitars auch auf punktuelle minimalistische Sommer-Touren, die van Putten danach auch mit White Rose Transmission unternahm.

„Das war wie magisch, nicht nur für das Publikum. Wir hatten unglaublichen Spaß in dieser Atmosphäre und die Fans waren absolut begeistert..[..]..Natürlich ist eine gewisse Popularität schön, aber der Blick in die Zukunft ist ganz deutlich auf die Weiterentwicklung unserer Musik gerichtet. Ob der Rahmen dafür nun eine große Bühne ist, oder aber wieder die heimischen Wohnzimmer, ist mir eigentlich egal.“

Seit Mitte 2018 pausieren die Dead Guitars und die Rest-Band trat mit eigenem Material als The Wide auf. Außerdem ist der Gitarrist Ralf Aussem 2019 nach Berlin gezogen, so dass seine Position sowohl bei The Wide als auch bei den Dead Guitars vakant ist.

„Carlo wollte eine Auszeit und wir brannten für eine Fortsetzung..[..]..Über die Jahre haben wir viele Songs geschrieben, die nicht unbedingt fürs ,Deadies’-Repertoire geeignet schienen“

### The Amsterdam Tapes
Am 4. Juni 2006 war Carlo van Putten an einem niederländischen Event beteiligt, der zu Ehren von Adrian Borland im Paradiso (Amsterdam) stattfand und das (im gleichen Jahr postum veröffentlichte) Album The Amsterdam Tapes von Adrian Borland präsentierte, welches auf Aufnahmen von 1992 basiert.
Die Eventband an diesem Abend bildeten:
- Gitarre:           Robin Berlijn (Fatal Flowers, Moke)
- Gitarre:           Jac Bico (The Analogues)
- Bass:              Bart van Poppel (The Analogues)
- Keyboards:         Eddy Steeneken (Moke)
- Schlagzeug:        Leon Klaasse (The Analogues)
- Background-Gesang: Elisabeth Esselink (alias Solex)

Beim gesanglichen Vortrag wechselten sich Mark Burgess (The Chameleons), Felix Maginn (Moke) Simon Breed, Kevin Hewick, Maurits Westerik (GEM) und Carlo van Putten ab. Dieser trug neben Winning, welches er seit 1994 in seinem Repertoire hat, auch die Stücke Ordinary Angel und Hand Of Love vor.

### MGT
2016 brachte der Ex-The Mission-Gitarrist Mark Gimini Thwaite (MGT) sein Soloalbum Volumes heraus, wo er mit zahlreichen Musikern zusammengearbeitet hatte. Neben EX-Bandkollege Wayne Hussey wirkten zahlreiche Musiker mit: Ville Valo (HIM), Miles Hunt und Erica Nockalls (The Wonder Stuff), Ricky Warwick (Black Star Riders, Thin Lizzy), Raymond Watts (PIG, KMFDM), Saffron (Republica), Julianne Regan (All About Eve), Ashton Nyte (The Awakening) und Andi Sex Gang (alias Andreas McElligott).
Carlo van Putten brachte das Stück Sweet Valentine ein; das auch als YouTube-Video verfügbar ist.

### In2TheSound
2016 entstand die Dokumentation: Walking in the Opposite Direction – Doku über The Sound & Adrian Borland in der auch Carlo van Putten als Interviewpartner mitgewirkt hatte. Der Film wurde 2017 auf dem International Documentary Film Festival in Amsterdam (IDFA) aufgeführt und van Putten traf dort auf Mike Dudley, dem Original-Schlagzeuger der Band The Sound. Es entstand die Idee eines gemeinsamen Projekts.
Der Plan reifte 2018 die Dokumentation als Deutschlandpremiere in Osterholz-Scharmbeck (Kulturkino Oscar) aufzuführen und danach live zu spielen. Hintergrund war, dass einer der letzten Live-Auftritte von Borland 1994 in Kulturzentrum Kleinbahnhof (KUZ) zusammen mit The Convent stattgefunden hatte. Am 28. April 2018 wurde der Film zweimal hintereinander gezeigt und im Anschluss spielte die neue Formation mit Mike Dudley und den Musikern von The Convent zur Erinnerung an 1994 wieder im KUZ. (Der Event wurde am 8. Februar 2020 in der Musichall Worpswede im Prinzip wiederholt.)
Mike Dudley und The Convent treten auch weiter auf und werden inzwischen als In2TheSound plakatiert; diesen Namen hat sich Carlo van Putten ausgedacht, um den Bezug zum Original The Sound herzustellen und keine Namensrechte zu verletzen. Sie traten unter diesem Namen insbesondere in Portugal (19. Januar 2019 Porto und 6. Juli 2019 Lissabon) und am 1. Dezember 2019 in den Niederlanden (Rotterdam) auf.
Am 13. August 2023 in Italien war die Formation Vorgruppe der The Sisters of Mercy auf dem Cinzella Festival in Grottaglie (Provinz Tarent). Anfang Dezember 2024 gab Mike Dudley auf Facebook bekannt, aus gesundheitlichen Gründen nicht mehr am Schlagzeug sitzen zu können; womit das Projekt In2TheSound offiziell beendet wurde.

## Veröffentlichungen

### Bibliografie
- 2010: Eroded; Gedichtband von Carlo van Putten; 24. Oktober 2010 (englisch); Selbstverlegung (Blurb, Inc)[20]

### Diskografie

#### Alben
- The Convent; siehe The Convent
- The Dead Guitars; siehe Dead Guitars
- White Rose Transmission, siehe White Rose Transmission
- 2013: Carlo und Robert – To the Point; Carlo (van Putten) und Robert (Smeekes) spielen hier neben Stücken von The Sound, The Convent, Dead Guitars, auch jeweils ein Stück von Joy Division (Isolation), Talk Talk (Such A Shame) und The Waterboys (Trumpets). Stationen der Minitour waren u. a. am 11. Januar 2013 Hengelo und am 12. April 2013 Utrecht (Kaargadoor).
- 2018: In2TheSound: Commotion and Style (Sireena Records); Die Live-Aufnahme wurde von Raymond Hassfeld abgemischt; CD-Release 23. August 2018 (SIR 2201); sie wurde als limitiertes Vinyl-Album (SIR 4061) am 26. Juli 2019 veröffentlicht; Line-Up: Carlo van Putten, Jojo Brandt, Stefan Bornhorst, Carsten Lienke, Mike Dudley an den Drums. Erster öffentlicher Auftritt dieser Formation. Als Zugabe wurde Heartland wiederholt, da noch keine weiteren Stücke erprobt waren.

#### Sampler / Sonstige
- 2003: Tom „The Perc“ Redecker: The Electric Family: Ice Cream Phoenix; Track 5:  Airchild; Track 6: Wisdom Of Wolves

- 2016: MGT (Mark Gemini Thwaite): Volumes (Oblivion); Track 7: Sweet Valentine